# Jake Mayon
Jake Mayon (Plainfield, 9 ottobre 1996) è un ex giocatore di football americano statunitense, che ha giocato come runningback.
Dopo aver giocato per la squadra universitaria dei Northern Michigan Wildcats, nel 2021 si trasferisce ai tedeschi Potsdam Royals.